# 彩虹眷村
座標: 北緯24度8分0.96秒 東経120度36分35.17秒 / 北緯24.1336000度 東経120.6097694度

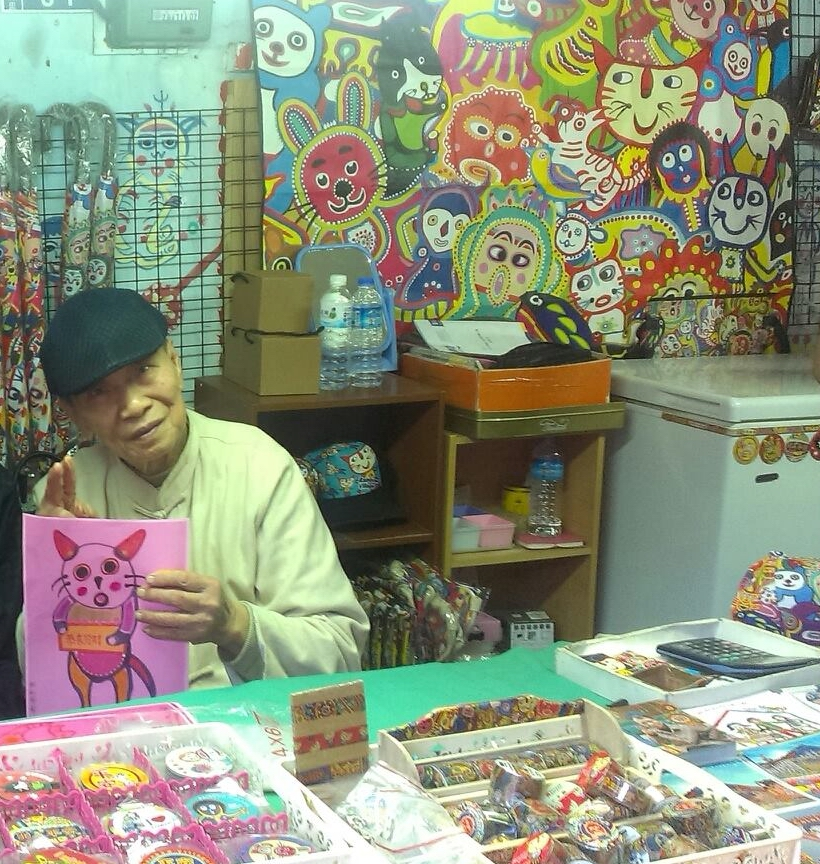
作者の黄永阜

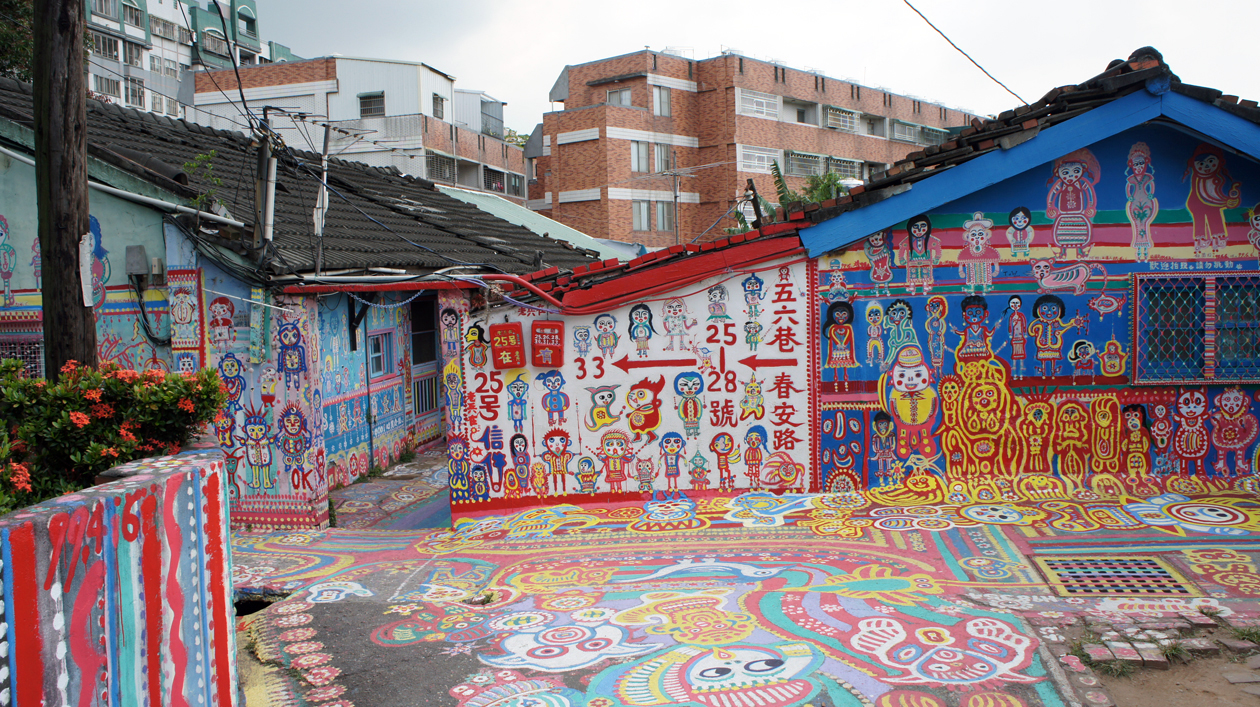
壁画アート制作過程の彩虹眷村の様子（2009年当時）

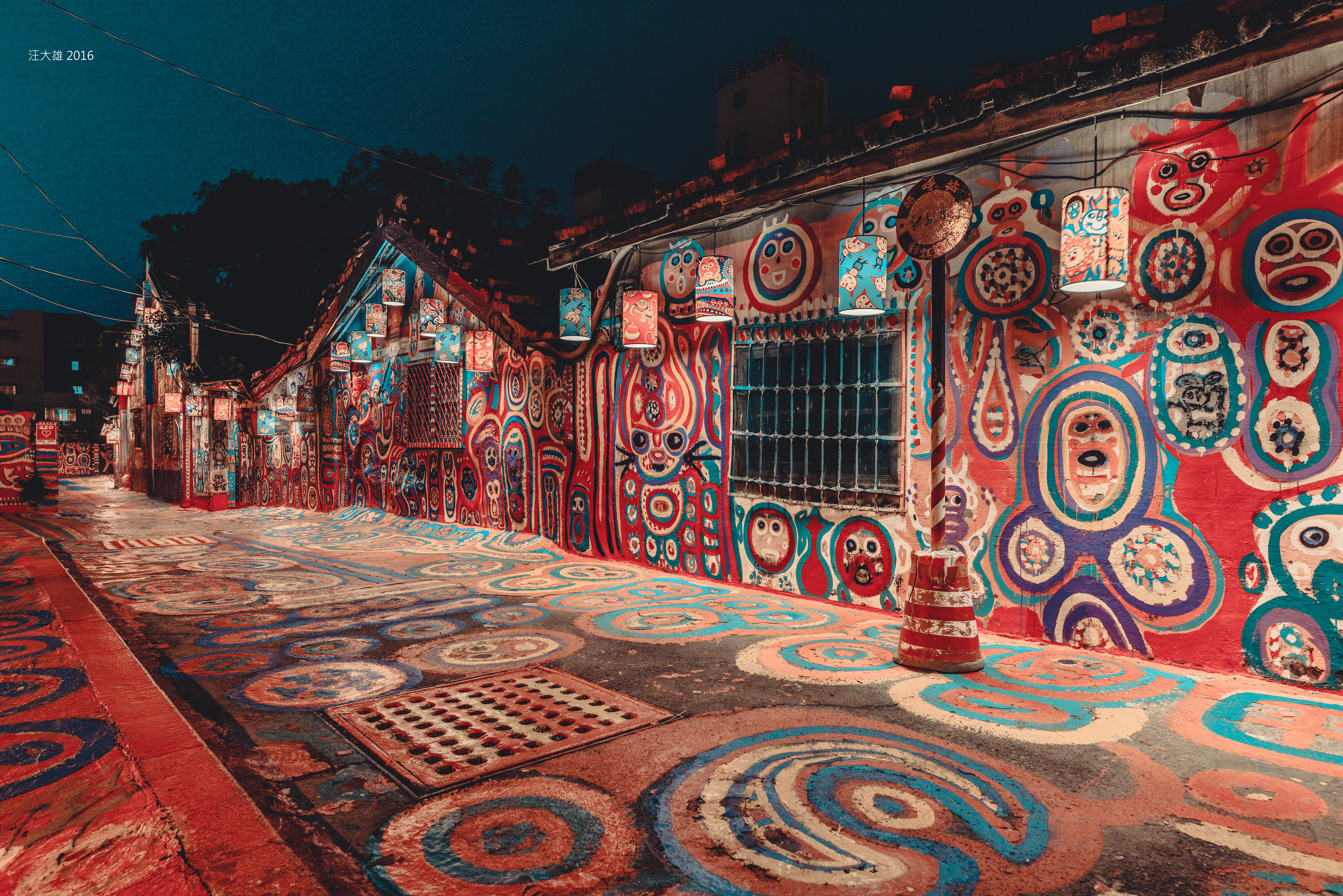
ランタンでライトアップされた彩虹眷村

彩虹眷村（さいこうけんそん）とは、台湾の台中市にある芸術公園。彩虹村、彩虹芸術公園、あるいはレインボー・ビレッジとも呼ばれる。
彩虹眷村は、もともとは国共内戦で行き場をなくした大陸出身の兵士とその家族のために、1960年頃に作られた集住地域（眷村）の一つであった。2000年前後に、地域一帯は再開発のため取り壊される計画がたてられたが、最後まで居住していた香港出身の中華民国国軍の退役軍人、黄永阜が2008年のある日、村内の壁や地面一面に絵を描き始め、その壁画がアートとして注目を集めて保存運動がおこり、彩虹芸術公園として眷村一帯が保存されることになった。
彩虹眷村には現在は壁画を描いた老夫婦だけが住んでいる。眷村一帯はリノベーションされて2014年に芸術公園として開園し、観光地として国内外から脚光を浴びている。露出が高まった効果で年間来訪者数が2016年には125万人、2017年には200万人に達し、台湾有数の名所となった。

## 概要

### 彩虹芸術公園の設立経緯
彩虹眷村は台中市南屯区の春安里の成功嶺軍営と嶺東科技大学の間、馬祖二村・台貿五村・干城六村の付近にある。彩虹眷村は馬祖二村に隣接しているがそれらの眷村と異なり、公営の眷村ではない。彩虹眷村は国防部や農田水利会、私人の所有地の上に建てられている。早期は9名の老兵が6棟の家屋を自己建築した。棟ごとに形状も異なり、権利関係も複雑である。壁画アートの作者、彩虹爺爺こと黄永阜は軍退役後養老院に入居する予定だったが考えを改め、1979年に現在の彩虹村の一角の家屋を買い取った。後に都市再開発で3つの眷村は道路用地として撤去される計画が浮上する。
2008年8月に黄は突如自宅付近の家屋にペイントを施すようになった。2010年に嶺東科技大学や弘光科技大学の教授・学生たちが、あどけなさに満ちて、可愛さや溌溂とした子供の表情が描かれた壁画アートに価値を見出したことで、学生らが署名を集めて台中市政府に眷村を文化資産として保存するよう申請。「搶救彩虹村（彩虹村救助活動）」としてムーブメントが拡大した。
同年9月に当時の台中市長胡志強や、市文化局局長などの関連組織での討議を経て、当該建築物は文化資産としての認定基準には満たないものの、所有者の同意の元で「彩虹芸術公園」として保存されることになった。
保存部分は元は公園と老木、製作者の永阜が壁画アートを施した6棟の建物群を包括している。
黄夫婦の作画用住居のみが残され、眷村は2014年1月25日に芸術公園としてオープンした。

### 反響
彩虹眷村は近年香港、澳門、シンガポール、マレーシア、韓国、日本、中国などから20以上のテレビ局が報道するなどで100万人超の観光客が訪れる国際的な観光地となった。
「癒しスポット」、「宮崎駿の世界観」と評論されたりもする。
イギリスの旅行ポータルサイト「Culture Trip」では「台湾の10大インスタ映えスポット」として、日本の大手旅行代理店H.I.Sの調査でも「台湾で最も撮影したいスポット」に選ばれるなど、SNSでは台北101を凌ぐ人気スポットと化している。
英語圏の大手ガイドブック「ロンリー・プラネット」でも「世界の秘密の奇跡（Secret Marvels of the World）」に台湾からその1つとして選出されている。

### トラブル
毎日数千人が訪れるまでになったことから2018年に市政府建設局が周囲の駐車場に公衆トイレを増設するなど、対応に追われている。
また、グッズ販売やウェブサイト管理を請け負う彩虹文創公司と制作者の黄との間で著作者人格権が譲渡されており、土地と建物についての権利を保有し周辺の整備も行っている市が、2者に文化資産保護の当事者としての立場を訴える意向を示している。
2022年、黄永阜と中国出身の夫人は揃って眷村を去っていることが報じられた。黄夫妻と彩虹文創公司との間でアート制作費の支給額をめぐる数年来の契約上の対立が生じていた。その過程で文創公司側が夫人に対し永阜との離婚を要求したり、市議会議員も動員して永阜を眷村に連れ戻すための「救出」を試みたが、永阜は「眷村に戻るつもりはない」と拒否する事態となっている。

## ギャラリー

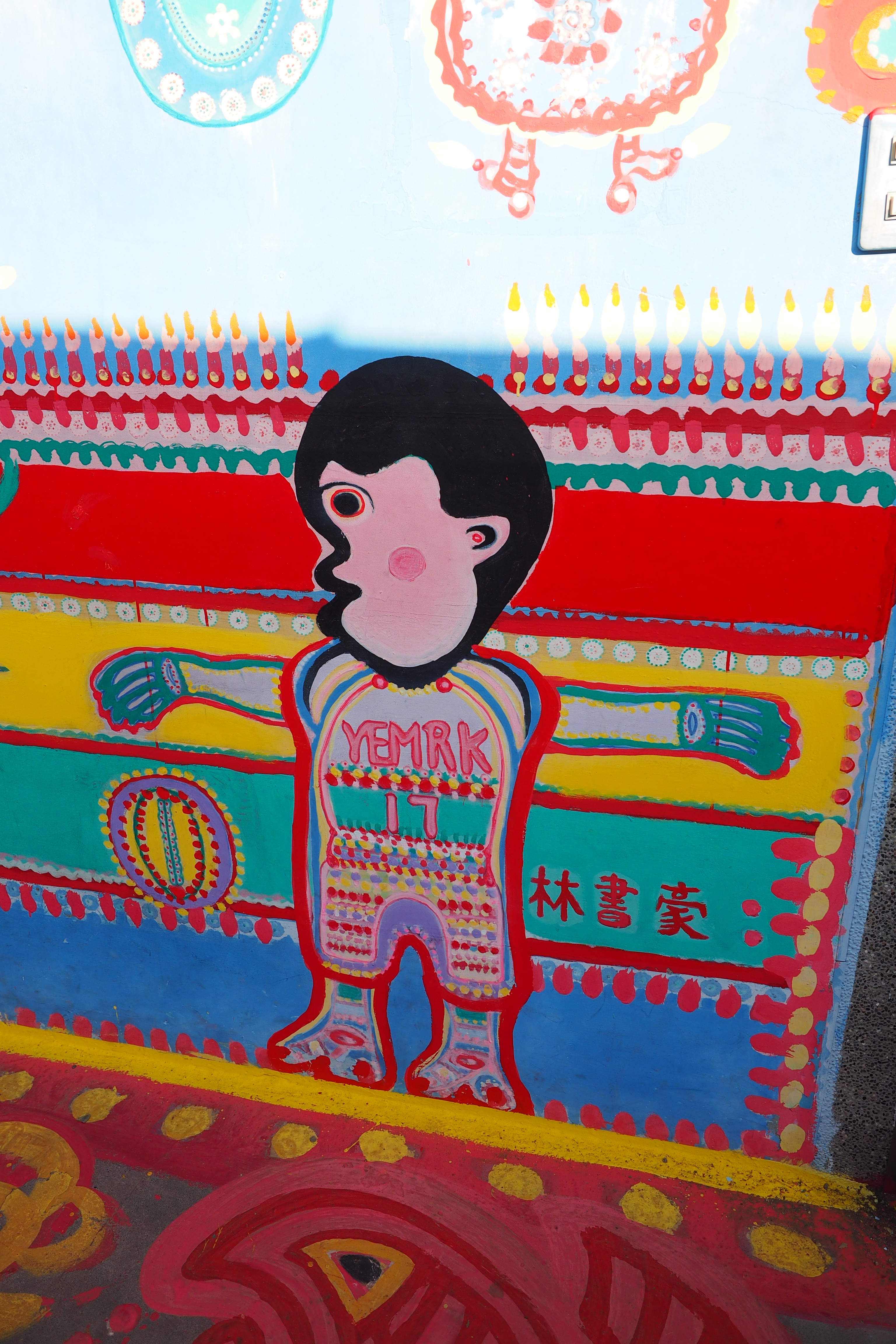
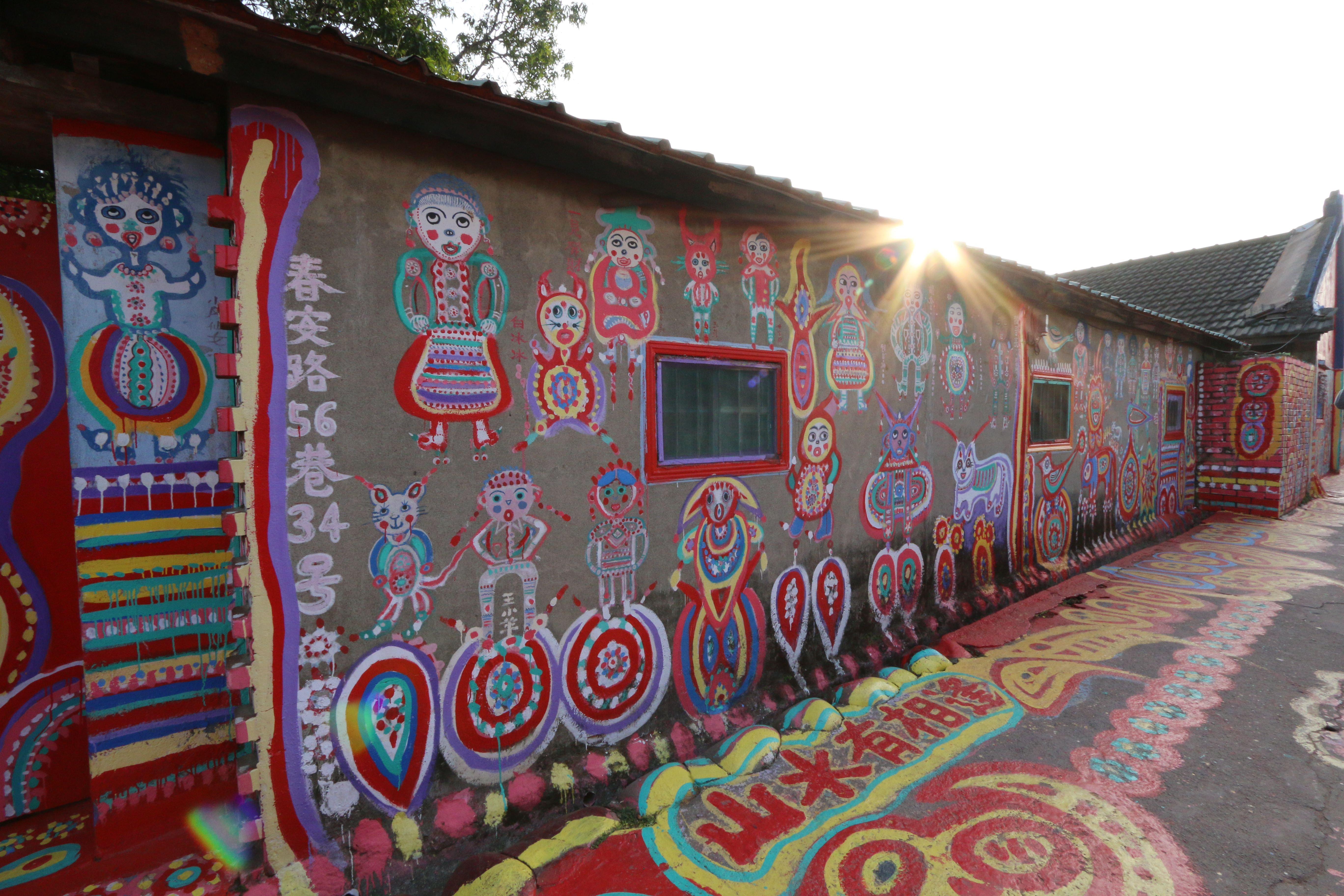

## 台貿五村、干城六村、馬祖二村の源流

### 位置
台貿五村、干城六村、馬祖二村（撤去）は南屯区春安里、嶺東科技大学の近辺に位置し、婦聯会
が1956年から1967年の間に38,120戸が造成された軍人用住宅のひとつで、後に国防部が管理するに至った。建屋の面積は甲種12.3坪、乙種10坪、丙種8.4坪、丁種7.6坪の4種。
この3つの眷村は1962年6月から年末にかけて建設された。完工後の入居は台貿五村、干城六村、馬祖二村の順で行われた。
住居は800戸、地籍は39区画、総面積は10.2584ヘクタールで、公有地は90.70%、私有地が9.30%となっていた。公有地部分は国防部が管理し、春安路、建功路が主要な交通手段だった。
市立春安国民小学の学区内にあり、三村は台湾中部では大型の眷村に分類される。台中市政府は眷村の造成と人口流入が進むにしたがって、当該地区を春社里から分離し春安里として独立させた。三村は日常では一体ではなかったが、行事などでは共同で活動することもあった。

### 建設
台貿五村は南屯区建功南にあり:頁6、婦聯会が貿易で得た収益を寄付して建てられたことで「台貿村」と命名された。婦聯会の6期にわたる造成は1962年に完工、中華民国陸軍の管理下で乙丙丁の3種300戸に兵士が入居した。
干城六村は同区春安里11巷にあり、陸軍陸訓部成功嶺軍営地（干城部隊）の住居となったことから命名。婦聯の七期造成で1963年に完工した。干城部隊のほかに国防部と装甲部隊の兵士が入居した。乙丙丁の3種で250戸。
馬祖二村は春安里7巷にあり、馬祖島で従軍していた兵士が配属されたことによる命名。干城と同年の7月に完工した。丙丁2種の100戸だったが、後に180戸まで拡張された。

### 撤去
三村は2000年から2004年の間に台中市政府が再開発のため撤去を計画したが、権利関係が複雑だったため調整に手間取り、民間の参加を募って修正した。2005年11月までで三村には40戸の人口しかなく、2007年12月には建功路南側を除いて明け渡しが完了した。2012年に三村は彩虹村とともに再開発のため整地され、住民は市内の国安国宅、虎嘯国宅、福聯社区などに転居した。
この転移により春安里は2016年時点で人口僅か345戸、909人となった。彩虹眷村には永阜夫妻のみが居住している。

### 交通
台中市市区公車
彩虹眷村(嶺東南路)発着
- 統聯客運
  - 56路（干城（台中駅） - 台中公園 - 彩虹眷村 - 台鉄新烏日駅/捷運高鉄台中駅/高鉄台中駅）
- 中鹿客運（中国語版）
  - 74路、617路、655路（いずれも新烏日火車駅経由）

彩虹眷村(忠勇路)発着
- 台中客運（中国語版）
  - 26路、70路（いずれも高鉄台中駅 - 彩虹眷村 - 嶺東科技大学経由）
- 彰化客運（中国語版）
  - 99路（莒光新城 - 大慶駅 - 高鉄台中駅 - 彩虹眷村 - 嶺東科技大学経由）